# 利奧尼夫卡
50°57′2″N 27°56′13″E / 50.95056°N 27.93694°E
利奧尼夫卡（烏克蘭語：Льонівка），是烏克蘭北部的村莊，隸屬日托米爾州的茲維亞赫爾區。該村始建於1865年，面積0.69平方公里，海拔高度204米，2001年人口104，人口密度每平方公里151.16人。